# Anglaisage
L'anglaisage, appelé aussi niquetage, est une mutilation consistant à inciser ou à enlever les muscles coccygiens abaisseurs de la queue d'un cheval, la forçant ainsi à se relever. Devenu une pratique d'élevage de plus en plus contestée depuis la seconde moitié du XXe siècle, cette opération est dorénavant interdite en Europe (mais toujours pratiquée aux États-Unis pour des races spécifiques comme le Tennessee Walker),.

Divers dessins relatifs à l'anglaisage :
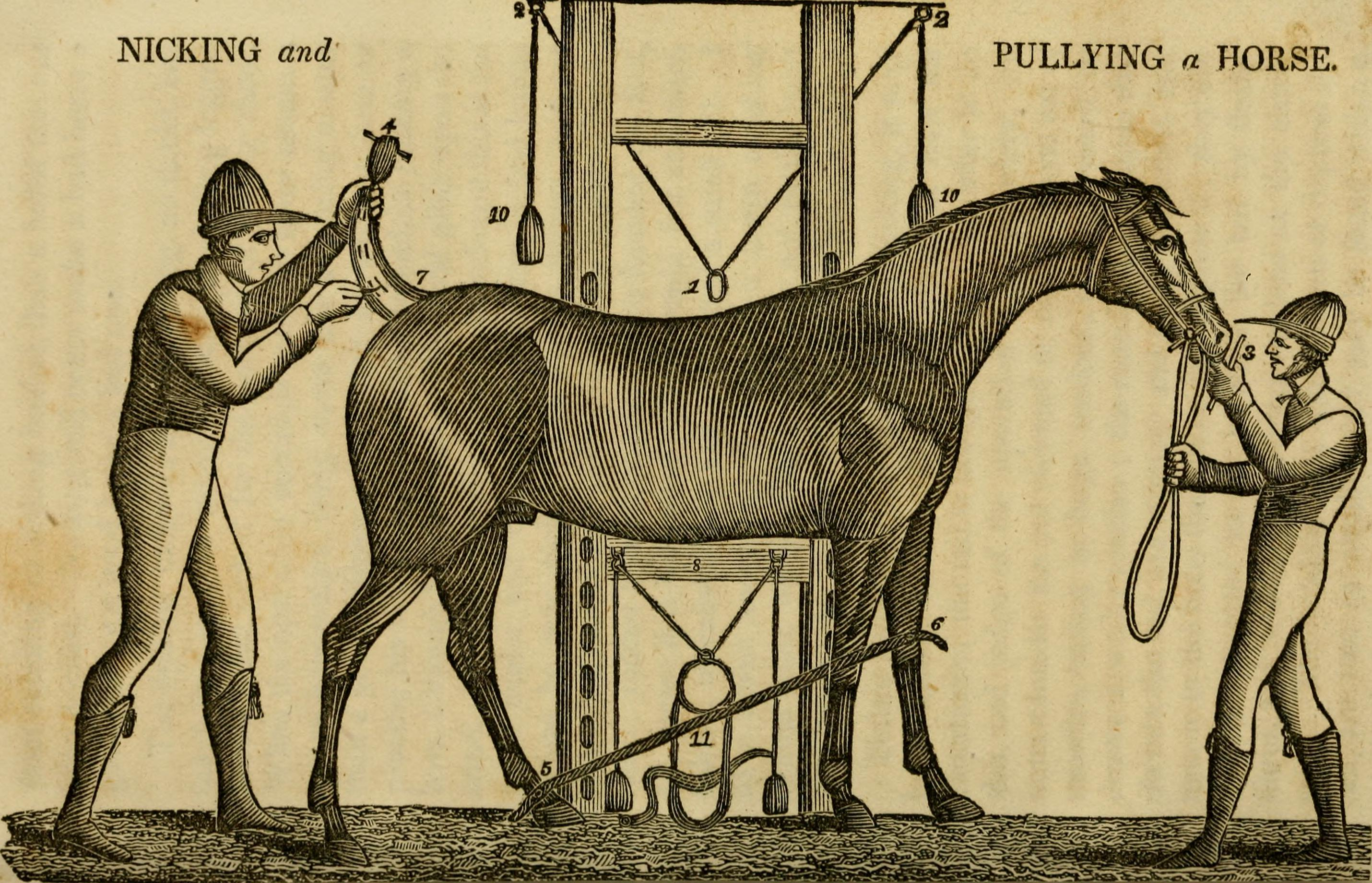
Incision de la queue (1841).
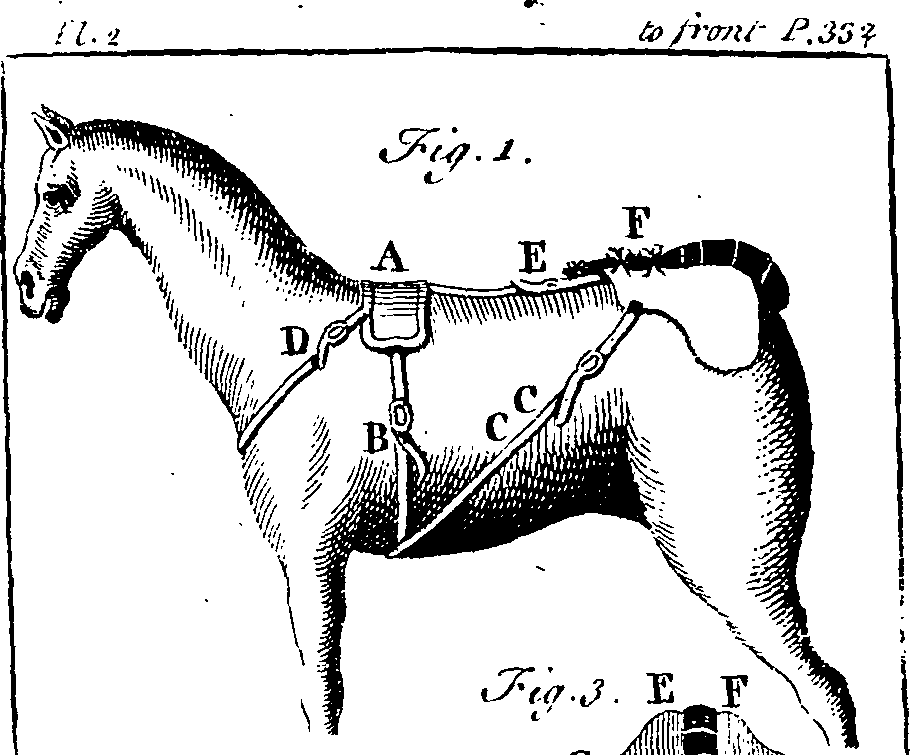
Autre méthode pour relever la queue (1782).
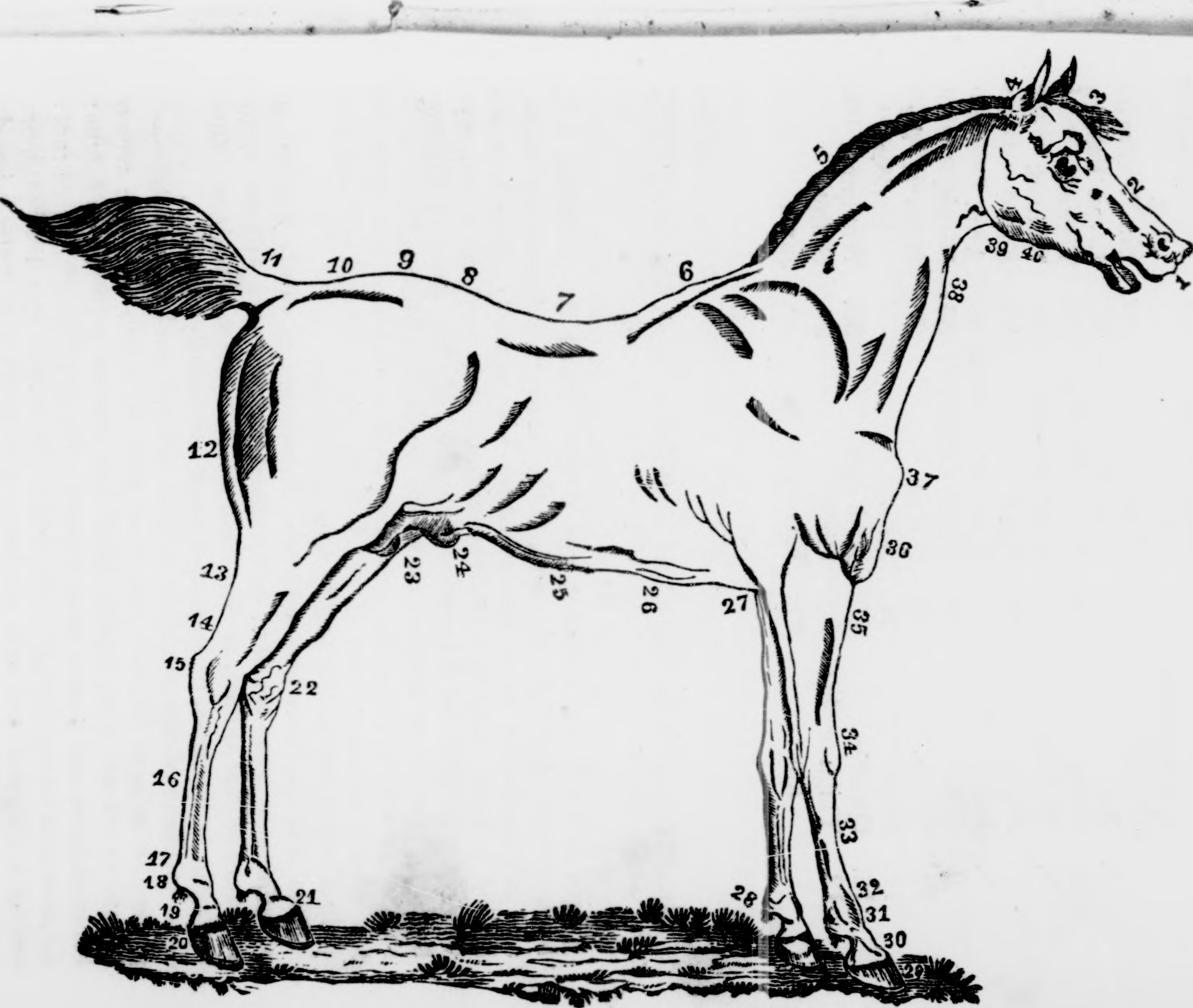
Cheval anglaisé (1832).